# Хыныслы (поселение)

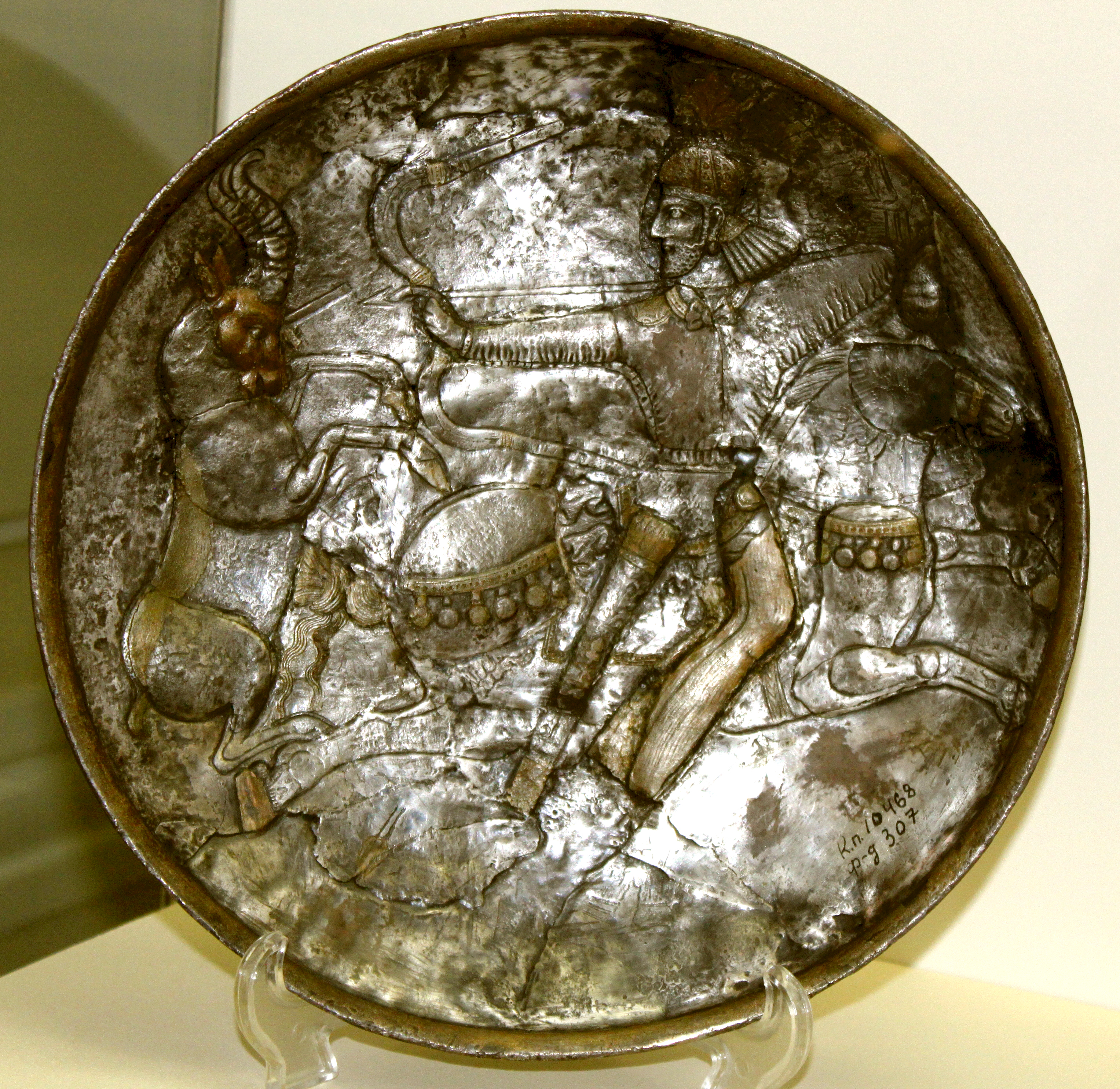
Медная посуда из Хыныслы. Музей истории Азербайджана (Баку)

Хыныслы (азерб. Xınıslı) — остатки древнего поселения и кладбища, расположенные в 1-1,5 км к северо-западу от города Шемахы в Азербайджане.
Во время археологических раскопок 1958 года были обнаружены богатые образцы материальной культуры, клад монет (см. статью «Хыныслинский клад») и пр. Поселение в связи с различными природными и политическими событиями несколько раз меняло своё местоположение. Культурный слой относится к Куро-аракской культуре. Глиняная посуда, каменные и костяные орудия, оружие свидетельствуют о том, что здесь в железный период располагалось большое поселение.
В VI—V вв. до н. э. Хыныслы превратился в крупное поселение, в конце I тысячелетия до н. э. сформировался как город. Найденные остатки колонн и фундамента, обломки керамики показывают, что в Хыныслы существовали большие здания. В начале нашей эры город был полностью разрушен и превращён в руины. Расписная керамика, изысканные изделия из стекла и метала различной формы говорят о развитии ремесла в городе, а привезённые из стран Ближнего Востока, Римской империи и других соседних стран украшения, стеклянные изделия и пр. говорят о широко развитых экономических и культурных связях.
В VI веке во время походов Сасанидов на север Хыныслы был разрушен. На кладбище было исследовано большое количество каменных могил, найдены сасанидские монеты, печати, стеклянная, серебряная, глиняная посуда и пр. Хыныслы населяли до периода арабского владычества. Образцы материальной культуры позволяют отождествлять Хыныслы с упоминаемым греческим географом Птолемеем поселением Кавказской Албании Кемаха или Мемахия.

Предметы из Хыныслы. Музей истории Азербайджана (Баку)
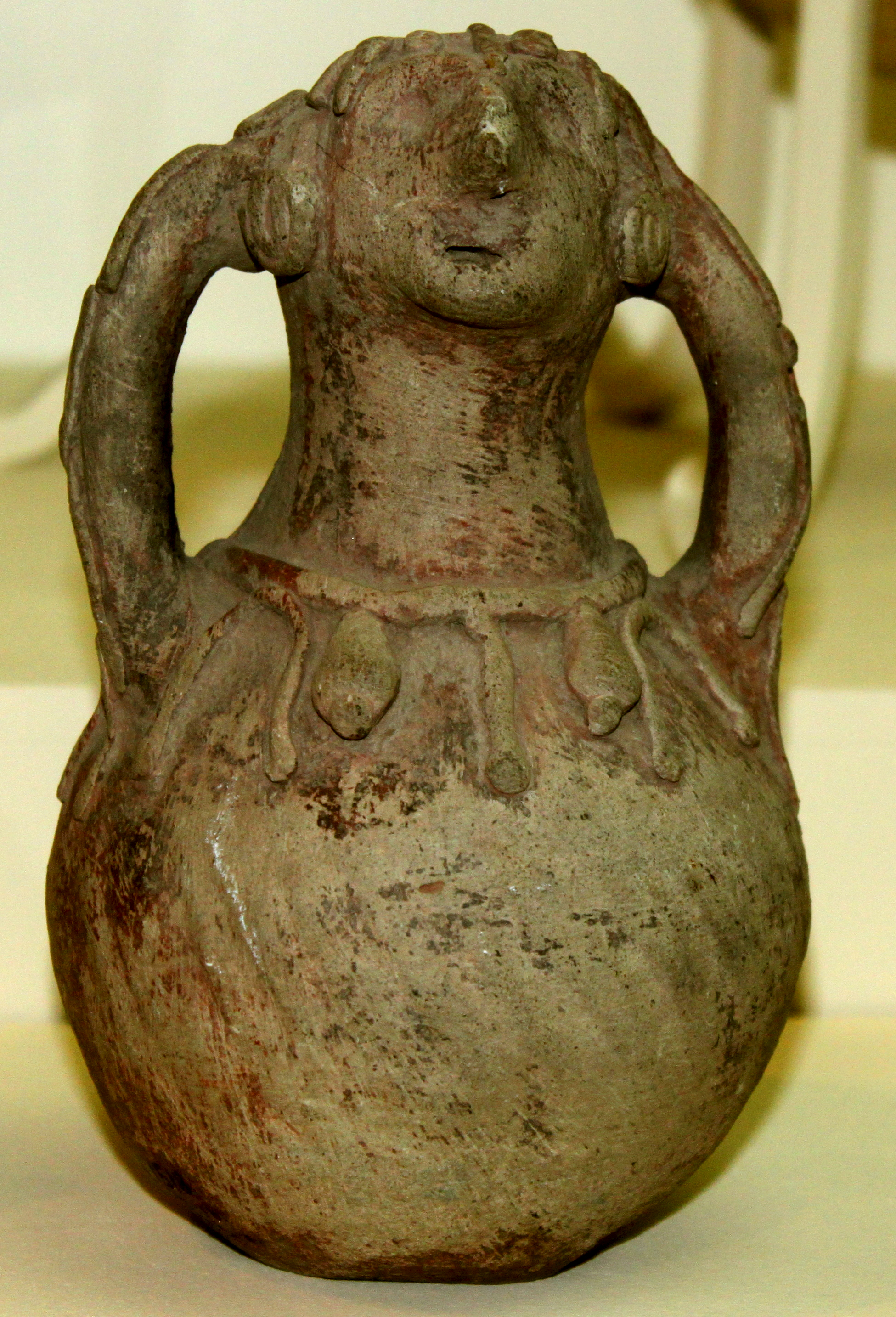
Антропоморфная посуда
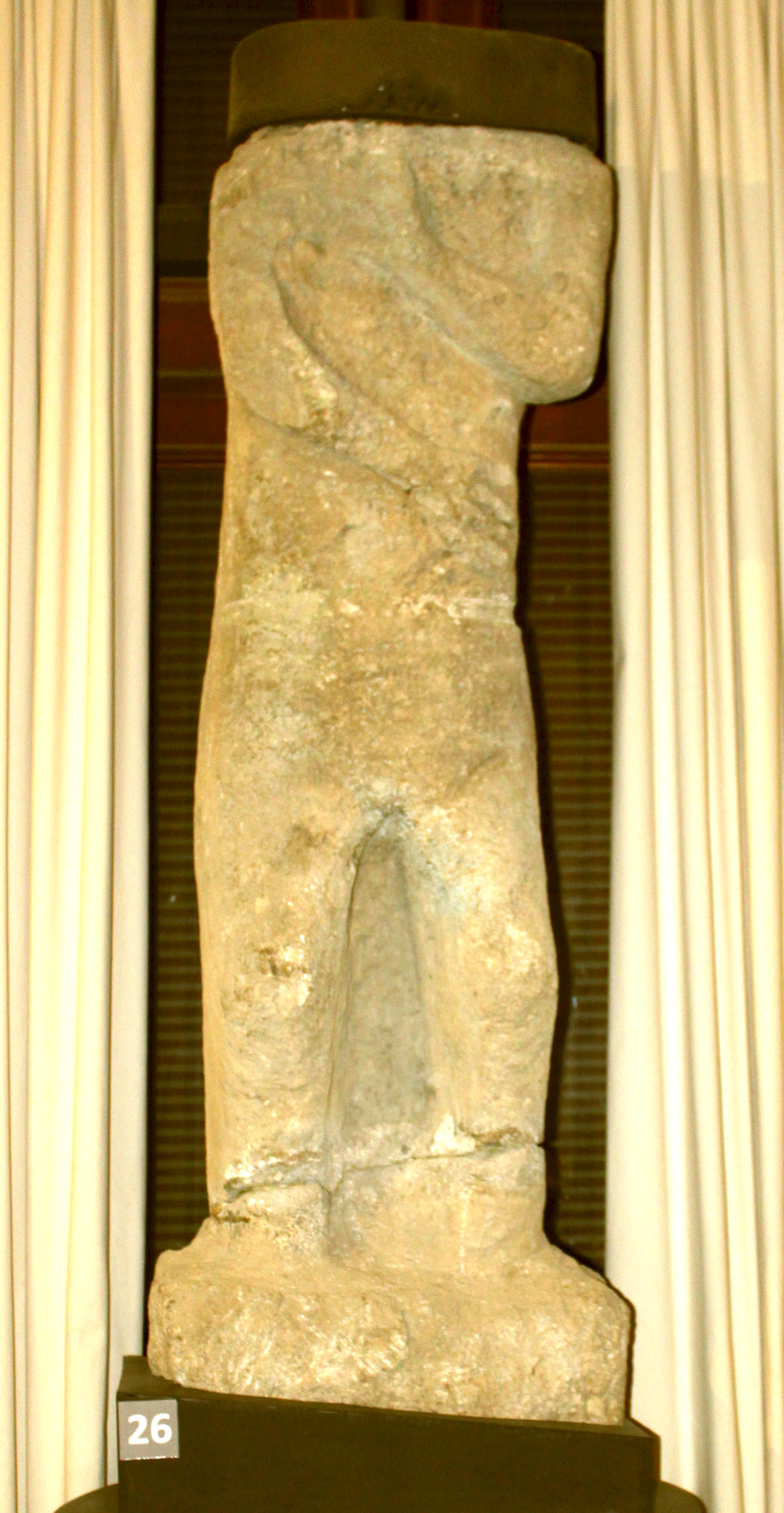
Каменный идол
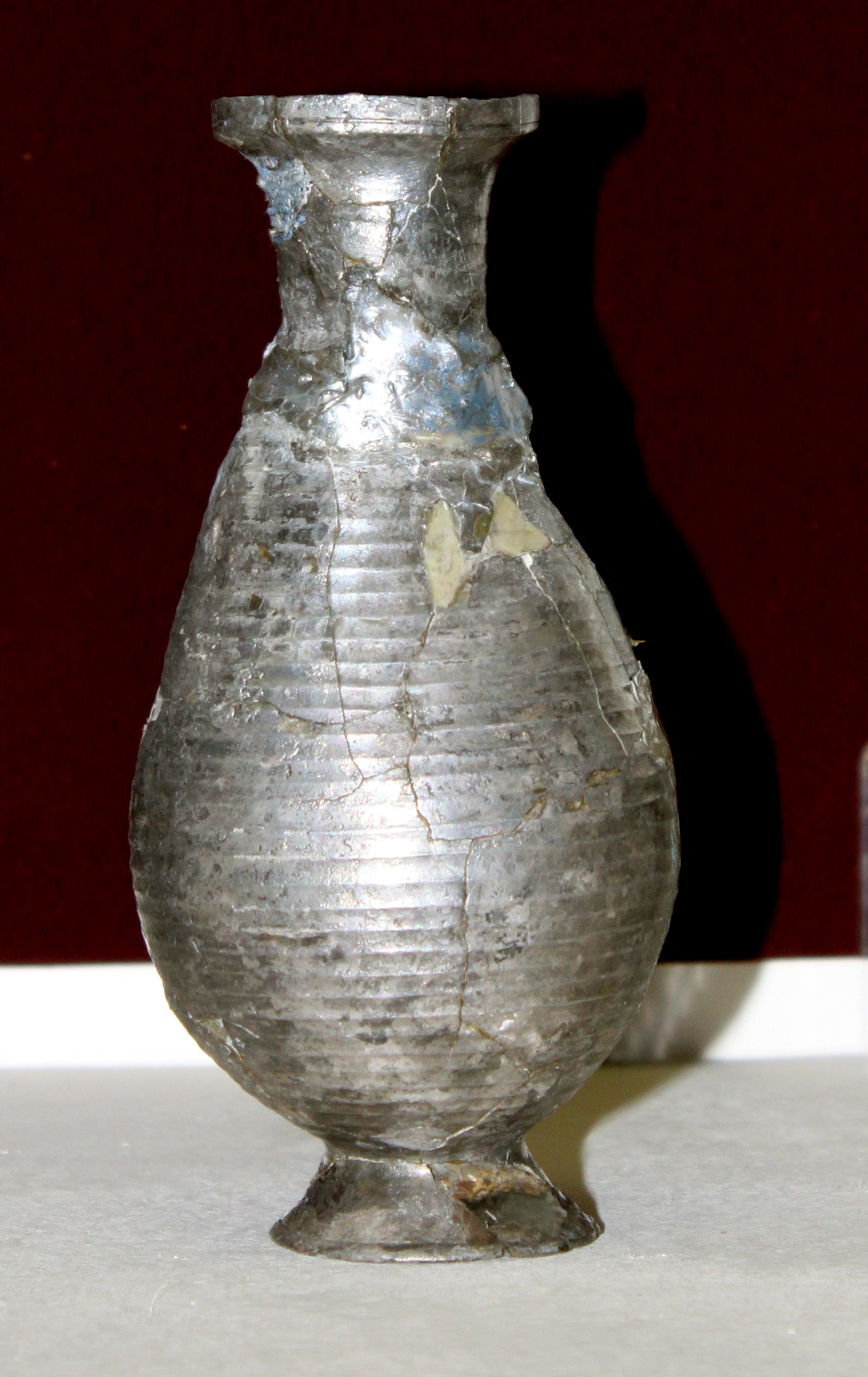
Серебряный кувшин

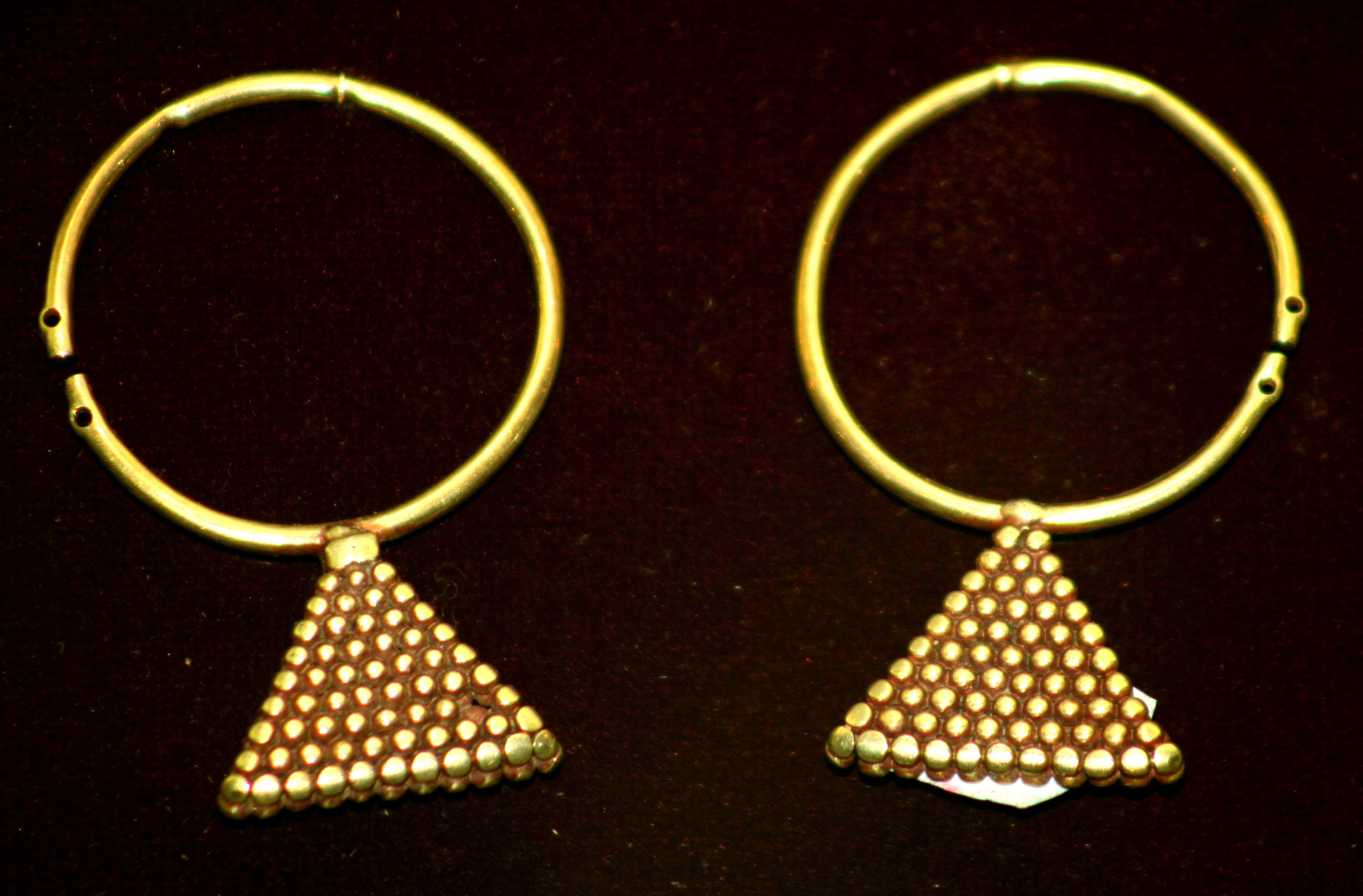
Золотые серьги
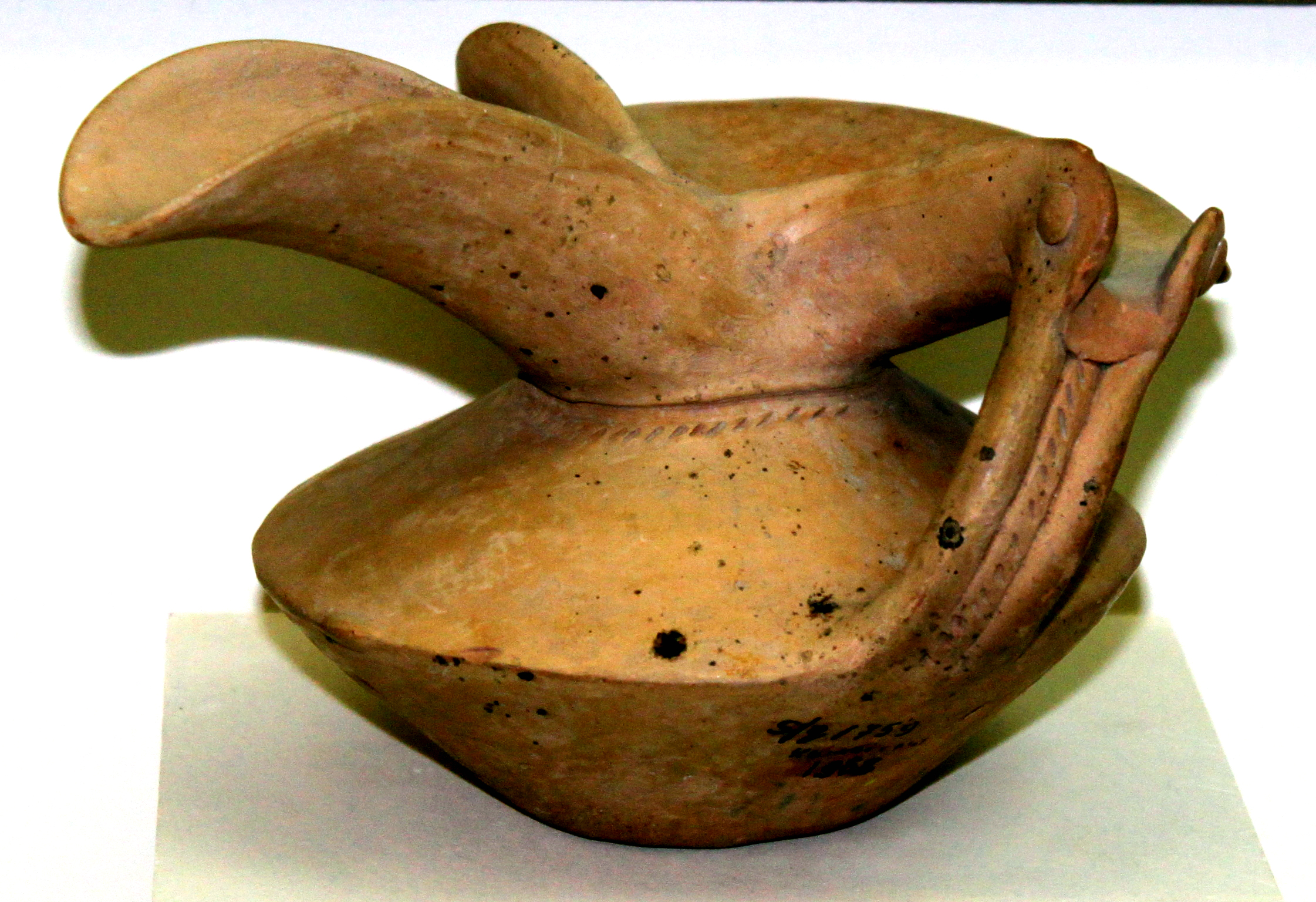
Кувшин для молока
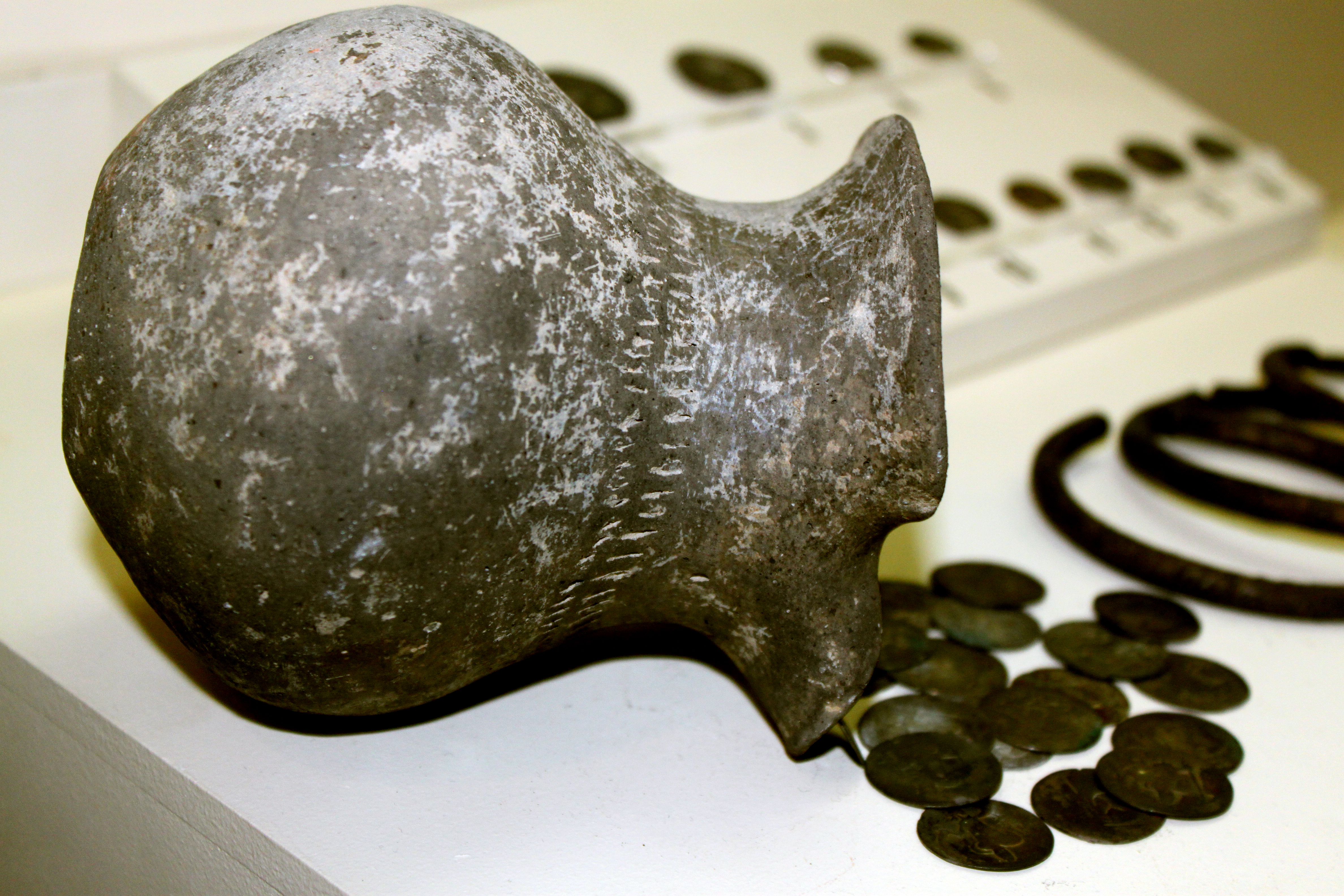
Клад монет